# Östra Sallerups kyrka

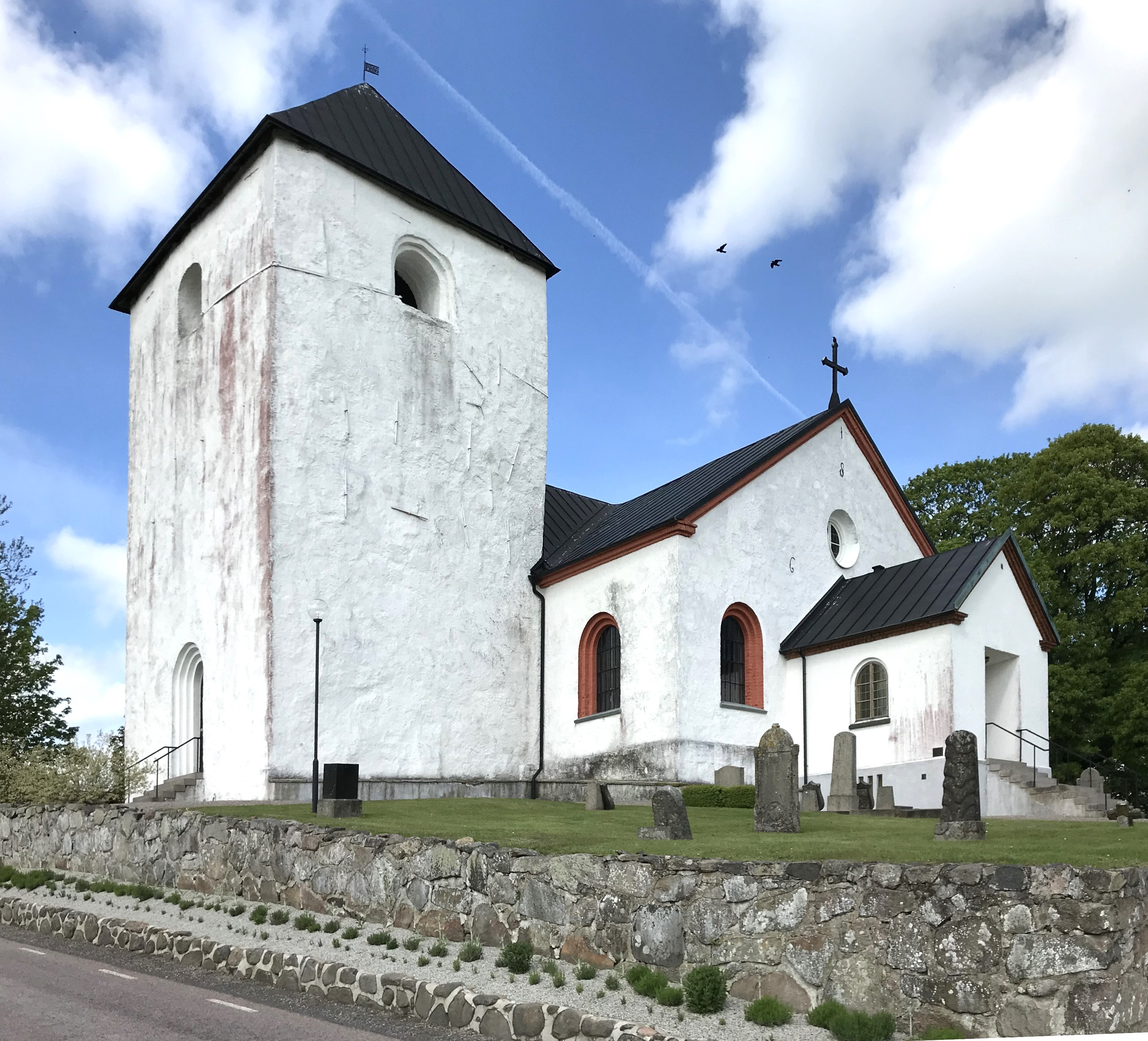
Östra Sallerups kyrka

Östra Sallerups kyrka är en kyrkobyggnad i Östra Sallerup cirka sju kilometer utanför Hörby, drygt två kilometer från Hörbymasten. Den tillhör Hörby församling i Lunds stift. Kyrkan var tidigare församlingskyrka i Östra Sallerups församling.

## Kyrkobyggnaden
Kyrkan uppfördes i romansk stil under slutet av 1100-talet, och har fragment av målningar skapade av Vinslövsmästaren. Under 1400-talet försågs innertaket med valv. Vid 1700-talets mitt revs västgaveln. Kyrktornet som tidigare varit fristående byggdes då ihop med kyrkan. En korsarm i söder tillkom 1864.
Under 2000-talet har medeltida så kallat "klotter" på latin hittats i kyrkan. I samband med att kyrkan restaurerades hösten 2021 lyckades latinforskare från Lunds universitet och Göteborgs universitet tyda texten, och datera den till tidigt 1100-tal. Texten, som tros ha skrivits av en präst eller munk, lyder "Celestem dominum terrestrem dic fore dompnum" ("Kalla den himmelske härskaren för dominus, och den jordiske härskaren för domnus"), vilket syftar på att man under medeltiden utvecklade två ord för "härskare" där endast Gud fick kallas dominus, medan mäktiga personer fick nöja sig med den förkortade varianten domnus.
I samband med att Salomon Molander byggde sin orgel år 1896, som skulle kosta 4 000 kr., så uppfördes också en ny orgelläktare förfärdigad av byggmästare Per Johansson i Kattarp.

### Orgel
- 1896 byggde Salomon Molander & Co, Göteborg en orgel med 11 stämmor.
- Den nuvarande orgeln byggdes 1965 av A. Mårtenssons Orgelfabrik AB, Lund och är en mekanisk orgel.

| Huvudverk I   | Svällverk II      | Pedal      | Koppel |
| Gedackt 8'    | Spetsgamba 8'     | Subbas 16´ | I/P    |
| Principal 4'  | Rörflöjt 4'       |            | II/P   |
| Kvinta 1 1/3' | Principal 2'      |            | II/I   |
|               | Crescendosvällare |            |        |

## Bildgalleri

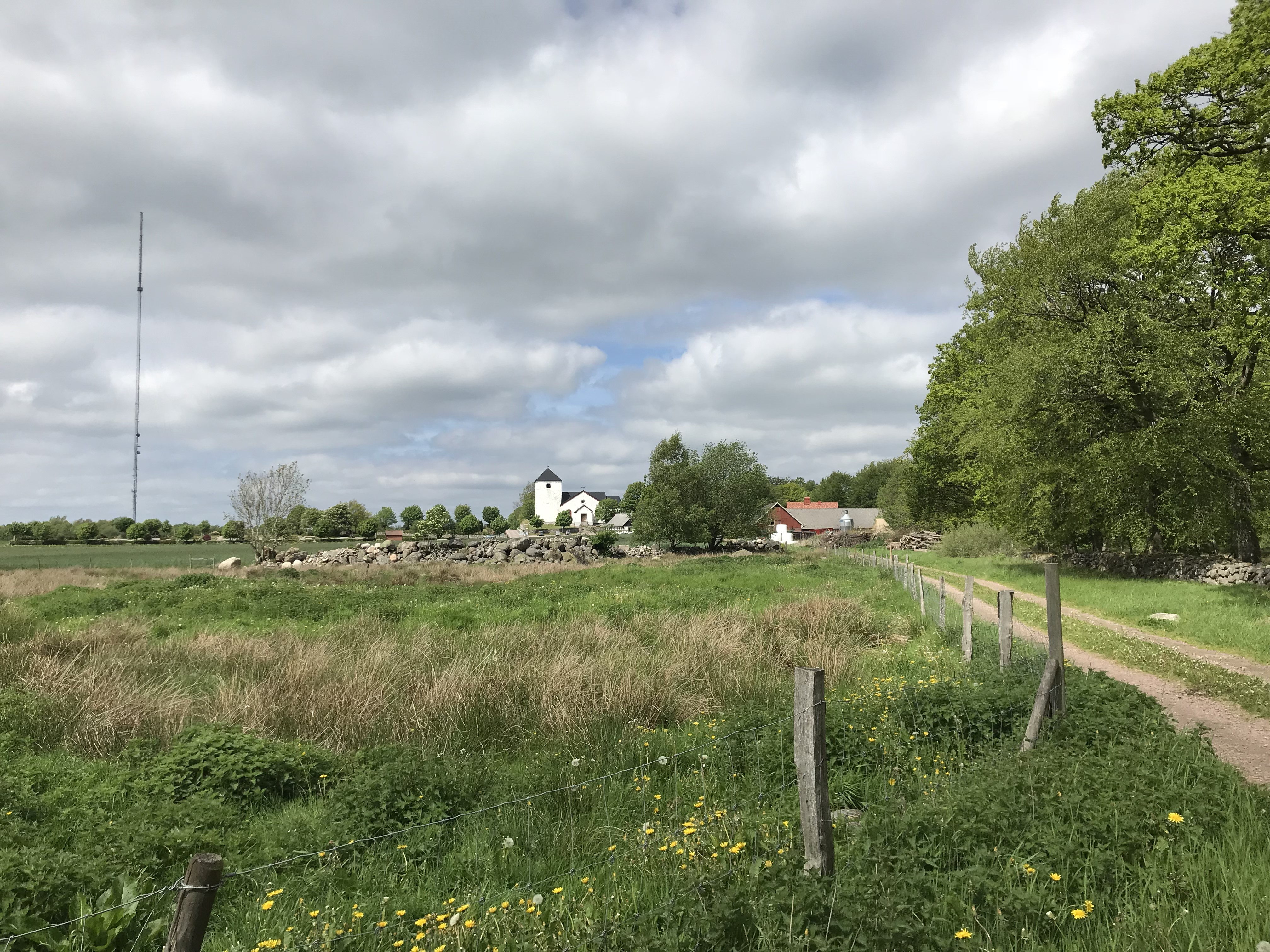
Kyrkan sedd från prästgårdsparken.
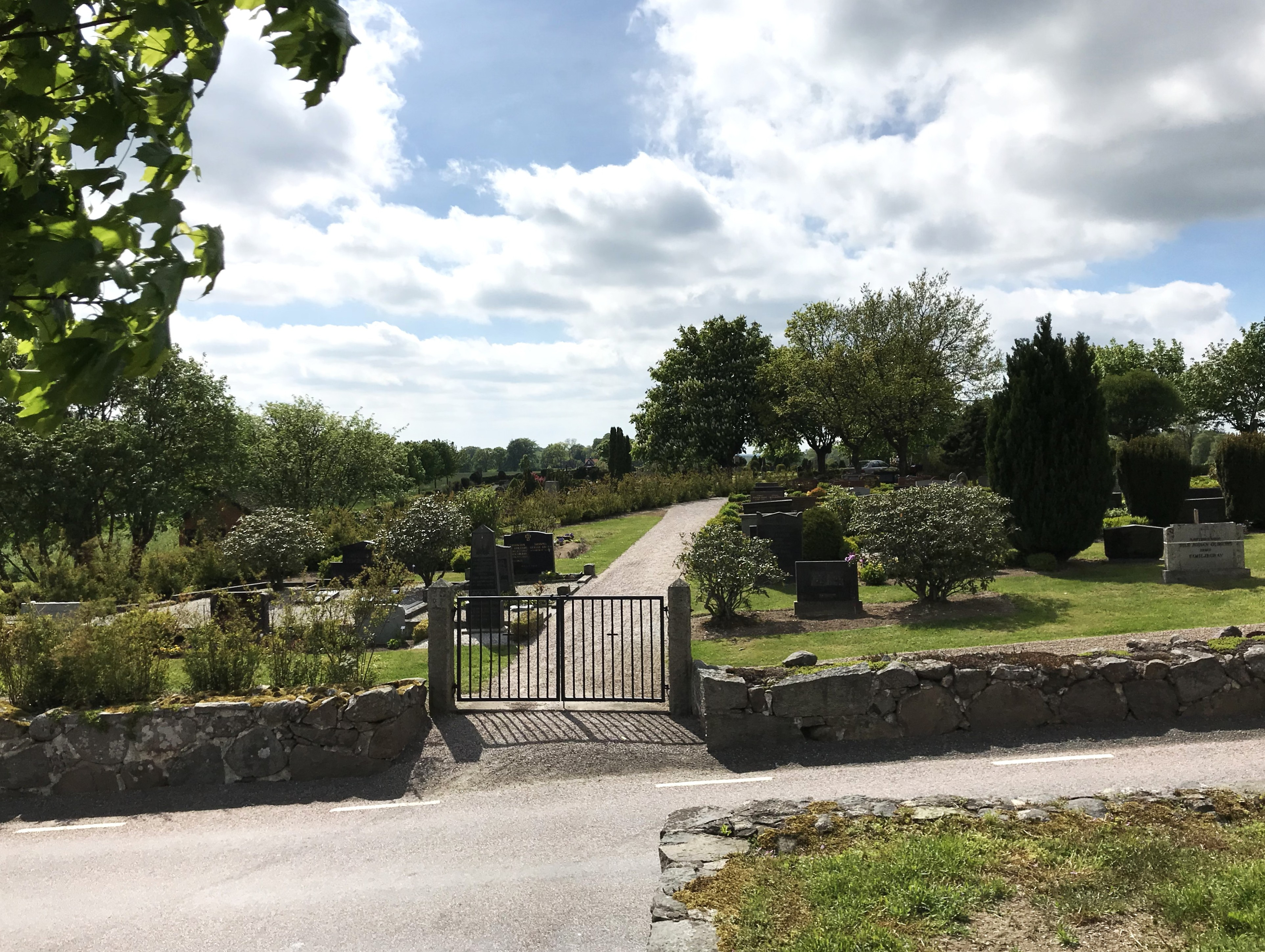
Kyrkogården
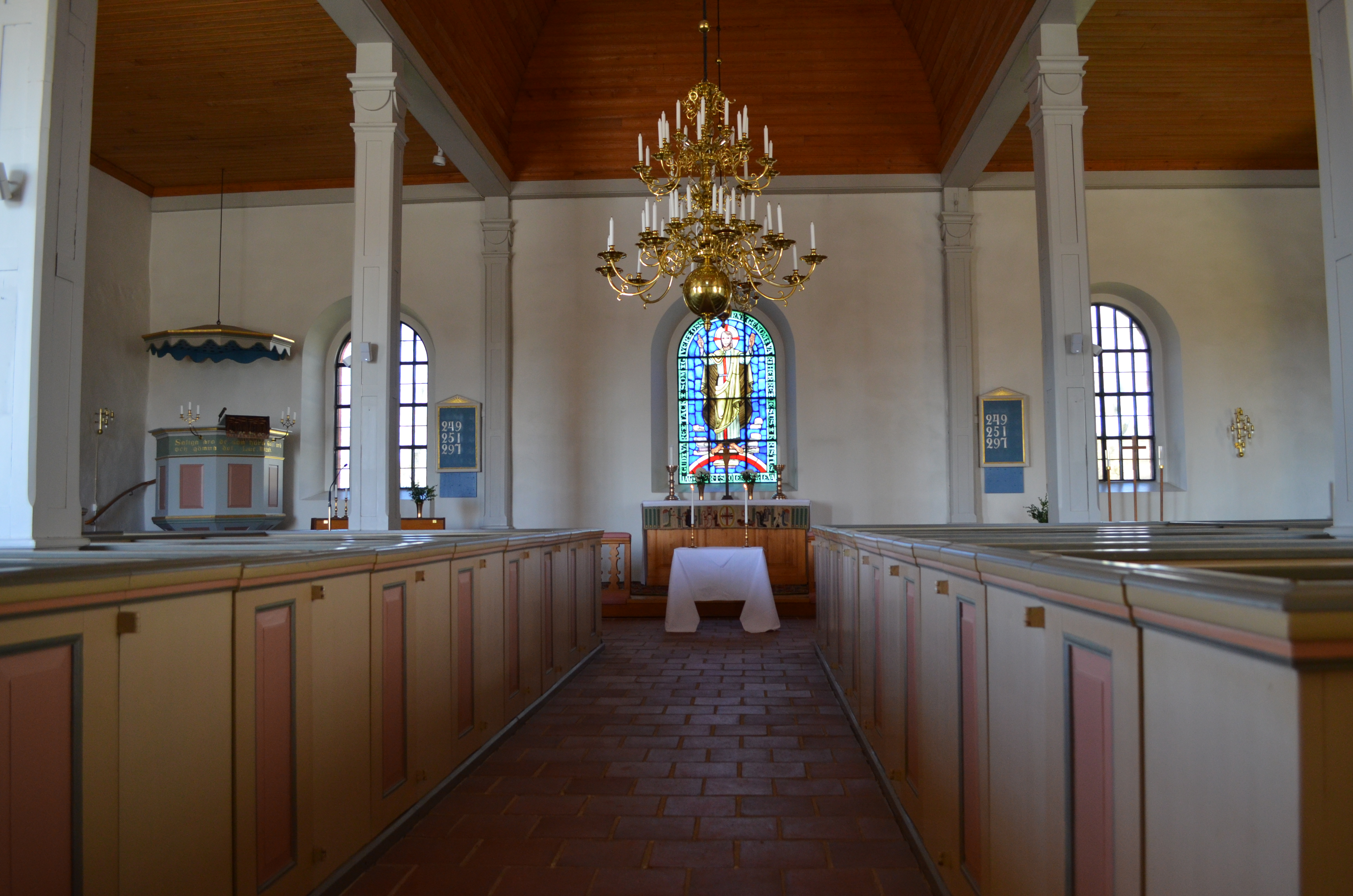
Kyrkosalen, 2021